# Departamentul Cuvette
Departamentul Cuvette este una dintre cele 12 unități administrativ-teritoriale de gradul I ale Republicii Congo. Reședința sa este orașul Owando. Are o populație de 144.427 locuitori și o suprafață de 41.800 km². Se învecinează cu regiunile Cuvette-Ouest, Likouala, Plateaux și Sangha și cu Republica Democrată Congo.

## Subdiviziuni

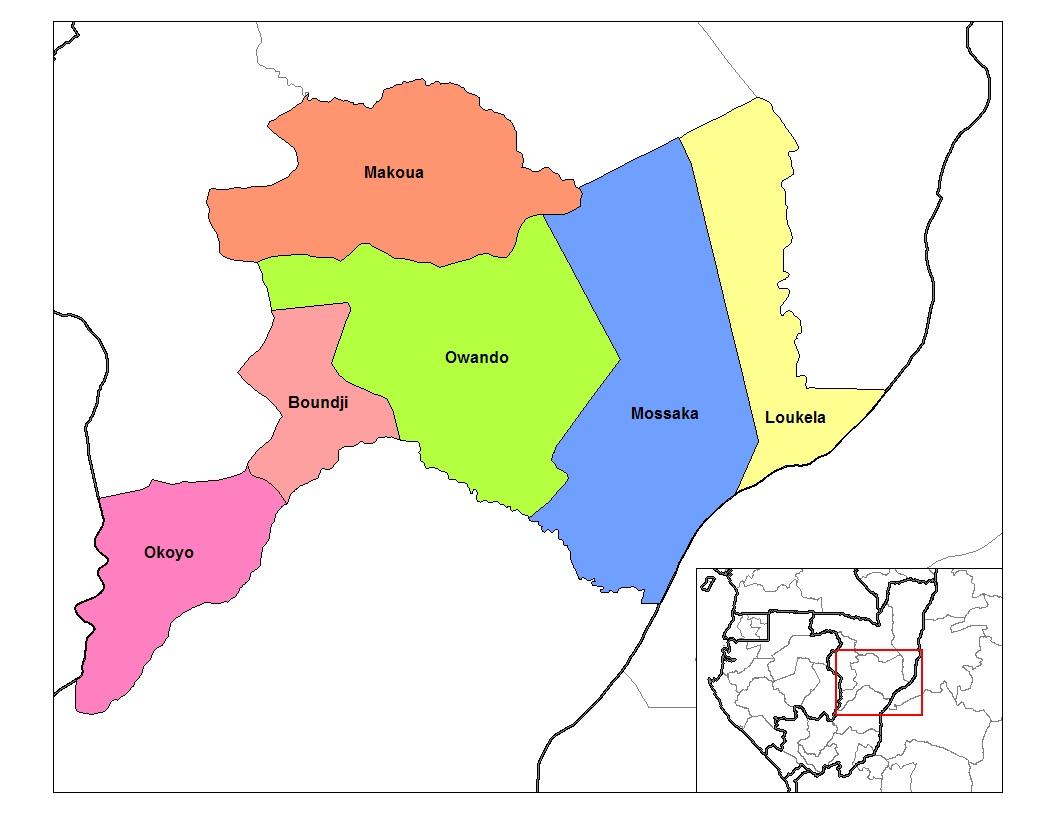
Districtele regiunii Cuvette

Acest departament este divizată în 9 districte:
- Boundji
- Loukoléla
- Makoua
- Mossaka
- Ngoko
- Ntokou
- Owando
- Oyo
- Tchikapika